# Teníase
Teníase é uma infeção dos intestinos por vermes parasitas adultos do género Taenia. Geralmente não se manifestam sintomas ou os sintomas são apenas ligeiros. Os sintomas mais comuns são perda de peso e dor abdominal. É possível observar segmentos das ténias nas fezes. Entre as possíveis complicações da Taenia solium está a cisticercose.
Entre as espécies de ténia que causam infeções em seres humanos estão a Taenia solium, Taenia saginata e Taenia asiatica. A Taenia saginata é transmitida pela ingestão de carne de vaca contaminada que não tenha sido devidamente cozinhada, enquanto a Taenia solium e a Taenia asiatica são transmitidas pela ingestão de carne de porco contaminada e mal cozinhada. O diagnóstico é confirmado com um exame a uma amostra de fezes.
A prevenção consiste em cozinhar adequadamente a carne. O tratamento geralmente consiste na administração de praziquantel, embora possa também ser administrada niclosamida. Em conjunto com a cisticercose, a infeção afeta cerca de 50 milhões de pessoas em todo o mundo. A doença é mais comum em países em vias de desenvolvimento. Nos Estados Unidos o número de casos anual é inferior a 1000.

## Causa
Teníase e cisticercose são causadas pelo mesmo parasita, porém com uma fase de vida diferente. A teníase ocorre devido a presença de Taenia solium adulta ou Taenia saginata dentro do intestino delgado dos humanos, que são os hospedeiros definitivos; a cisticercose ocorre devido presença da larva (chamada popularmente de canjiquinha) que pode estar presente em hospedeiros intermediários, onde os mais comuns são os suínos e os bovinos, onde os humanos acidentalmente podem abrigar esta forma. São, portanto, duas fases distintas de um mesmo verme, causando duas parasitoses no homem, o que não significa que uma mesma pessoa tenha que ter as duas formas ao mesmo tempo. A teníase provocada por Taenia solium é considerada não letal, todavia, sua etapa larvária pode provocar cisticercose mortal.
As espécies mais comuns de tênia adulta é o intestino delgado dos humanos infectados. O cisticerco é encontrado geralmente no tecido muscular de porcos, mas pode ser encontrado no tecido subcutâneo, nos olhos e cérebro do animal e ocasionalmente nos humanos. O cisticerco da Taenia saginata localiza-se nos mesmos tecidos, porém ocorre nos bovinos.

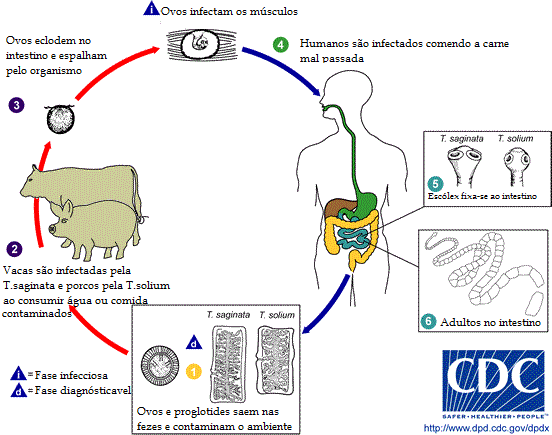
Ciclo da tênia e cisticerco. Infectam porcos, vacas e humanos. Tradução da versão em inglês desse arquivo

### Teníase
O homem portador da teníase apresenta a tênia no estado adulto em seu intestino delgado, também  sendo, o hospedeiro definitivo. As tênias são hermafroditas, sendo que os proglotes maduros, isto é, aptos à reprodução, possuem em seu interior, um aparelho reprodutor masculino e um feminino. Geralmente, os espermatozoides de um proglote fecundam os óvulos de outro, no mesmo animal. A quantidade de ovos produzidos é muito grande (30 a 80 mil em cada proglote), sendo uma garantia para a perpetuação e propagação da espécie. Os proglotes grávidos se desprendem periodicamente e são eliminados junto com as fezes.
Os hospedeiros intermediários são os suínos e os bovinos, que se infectam ingerindo água ou alimentos contaminados com ovos ou proglotes eliminados nas fezes humanas. Os suínos, por possuírem hábitos coprófagos, ingerem os proglotes grávidos ou ovos presentes nas fezes humanas. Dentro do intestino do animal, os embriões deixam a proteção dos ovos (oncosferas) e, por meio de seis ganchos, perfuram a mucosa intestinal. Pela circulação sanguínea, alcançam os músculos e o fígado do porco, transformando-se em larvas denominadas cisticercos, que apresentam o escólex invaginado numa vesícula. Os cisticercos apresentam-se semelhantes a pérolas esbranquiçadas, com diâmetros variáveis, normalmente do tamanho de uma ervilha. Na linguagem popular, são chamados de pipoquinhas ou canjiquinhas.
Quando o homem se alimenta de carne suína ou bovina crua ou malcozida contendo estes cisticercos, as vesículas são digeridas, liberando o escólex que se verte e fixa-se nas paredes intestinais, evoluindo então para a forma adulta.

### Cisticercose

Ressonância magnética mostrando diversos cisticercos no cérebro humano - são ocasionados devido a ingestão de ovos. Quando as pessoas comem a carne do porco mal cozida, infectada com cisticercos, desenvolvem a teníase intestinal, porém não a cisticercose do SNC.

O homem entra no lugar do porco, ingerindo os ovos do parasita.

## Transmissão
Teníase
A teníase ocorre devido à ingestão de carne suína ou bovina, que não teve os devidos cuidados de preparo, como congelamento e cozimento, contaminada com o cisticerco (canjiquinha), dependendo da espécie.
Cisticercose
Os portadores de teníase eliminam ovos através das fezes no ambiente, assim, por acidente, os humanos podem ingerir estes ovos e adquirir a parasitose. Além desta forma, os humanos podem adquirir a cisticercose através dos mecanismos abaixo:
Auto-infecção externa
A contaminação é dada pela ingestão dos ovos do próprio portador de Taenia solium, em condições de falta de higiene e nos casos de coprofagia em crianças e indivíduos com doenças mentais.
Auto-infecção interna
Pode ocorrer quando o portador de tênia vomita, nos movimentos retroperistálticos do intestino. Assim os ovos podem atingir o estômago e iniciar o ciclo de cisticercose.
Heteroinfecção
Outro indivíduo pode contaminar a água e os alimentos com ovos de tênia. Desta forma o homem ao ingerir estes itens poderá contaminar-se.

## Imunologia
O estudo da imunologia sobre Taenia spp ainda é restrito. No hemograma, nota-se aumento importante de linfócitos B e T e eosinófilos sanguíneos e também no líquido cefalorraquidiano (LCR), onde sua retirada deve ser realizada por pessoa especializada. Ainda, com relação a imunologia, metade dos pacientes reagem a proteína purificada do Mycobacterium turbeculosis.

## Sinais e sintomas
Os possíveis sintomas aparecem 6 a 8 semanas depois da infecção e incluem:
- Vômitos;

- Dor de cabeça;

- Dores abdominais;
- Perda de peso;
- Falta de apetite;
- Náusea;
- Irritação;
- Fadiga (Cansaço);
- Insônia;
- Diarreia.

Ovos ingeridos que entrem na corrente sanguínea podem chegar ao cérebro causando neurocisticercose e provocando danos no sistema nervoso central e podem causar convulsão ou epilepsia(convulsões recorrentes), cegueira, meningite ou hidrocefalia.

## Prevalência

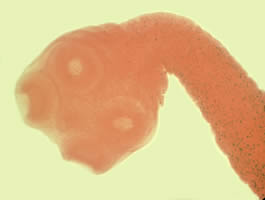
No Brasil, a taenia saginata foi encontrada em média em 5% dos bovinos e a taenia solium em 1% dos suínos inspecionados.

É um dos parasitas mais comuns no Brasil, sendo encontrada em média em 5% dos animais inspecionados, variando dependendo da região e época investigada entre variou de 0,0001 a 27,27%. Em estudo mais recente (2009 a 2012) no Espírito Santo,  cisticercose bovina foi identificada em 10,99% de um total de 103.024 bovinos abatidos.
Tenia solium é a causa de 30% dos casos de epilepsia em zonas endêmicas, sem tratamento adequado de água e esgoto.

## Etimologia
As tênias também são chamadas de solitárias, porque, na maioria dos casos, o portador traz apenas um verme adulto. São altamente competitivas pelo seu habitat e, sendo seres monóicos com estruturas fisiológicas para autofecundação, não necessitam de parceiros para a cópula e postura de ovos.

## Prevenção
A profilaxia consiste na educação sanitária do homem para que não contamine o meio ambiente com fezes, faça uso de instalações sanitárias adequadas, lave as mãos após usar o sanitário e antes de manipular alimentos lava-los, e cozinhar bem as carnes e não consumir carnes mal cozidas. Na prevenção individual deve haver cuidados alimentares como congelar. (-15 °C por 3 dias) e cozinhar/fritar bem a carne (cortar em fatias finas e esquentar a mais de 70oC por 2 minutos).
Entre as medidas profiláticas, além do que já foi referido, deve também existir um bom saneamento básico, vermifugamento dos rebanhos bovino e suíno (hospedeiros intermediários), deve-se congelar/irradiar as carnes e haver desparasitação massiva do hospedeiro definitivo.

## Tratamento
A teníase pode ser tratada com vermífugos como praziquantel (dose única de 5–10 mg/kg) ou niclosamida (maiores de 6 anos: dose única de 2g com comida, seguido de um laxante 2 horas depois; crianças de 2 a 6 anos: 1g; menores de 2 anos: 500 mg).
Já a neurocisticercose exige tratamento prolongado com praziquantel e/ou albendazol, além de terapia de manutenção com corticosteroides e / ou albendazol ou possivelmente neurocirurgia. O tratamento pode causar encefalite(edema inflamatório no cérebro).
Outras opções incluem a aplicação de dose única (2g) de niclosamida, diclorofeno e mebendazol.
O chá de sementes de abóbora é um remédio popular para a cura da teníase, pois contêm tenífugos, que facilitam a eliminação dos vermes nas fezes.

## História
Estas parasitoses são conhecidas há muito tempo. Os antigos pesquisadores pensavam entretanto que tratava-se de patologias diferentes, o que acabou por dar nomes diferentes para a forma larvária e adulta. O ano de 1697 é marcado por Malpighi que identificou como verme o agente da canjiquinha. Em 1786 e em 1789, Werner e  Goeze, respectivamente, descobriram que as formas apresentadas por humanos e porcos eram iguais. Em 1758 as duas espécies Taenia solium e T.saginata foram descrita por Linnaeus. Zeder, em 1800, cria o gênero Cysticercus para o agente da canjiquinha. Em 1885, Küchenmeister consegue provar através de experimentações que o cisticerco presente em suínos da origem ao verme nos humanos.
Responsáveis pelo complexo teníase-cisticercose que se constitui de uma série de alterações patológicas, trazem no seu conjunto um sério problema de saúde pública, principalmente nos países pobres, onde pode não existir higiene básica além de problemas socioculturais.

## Morfologia dos parasitos causadores de teníase

### Escoléx

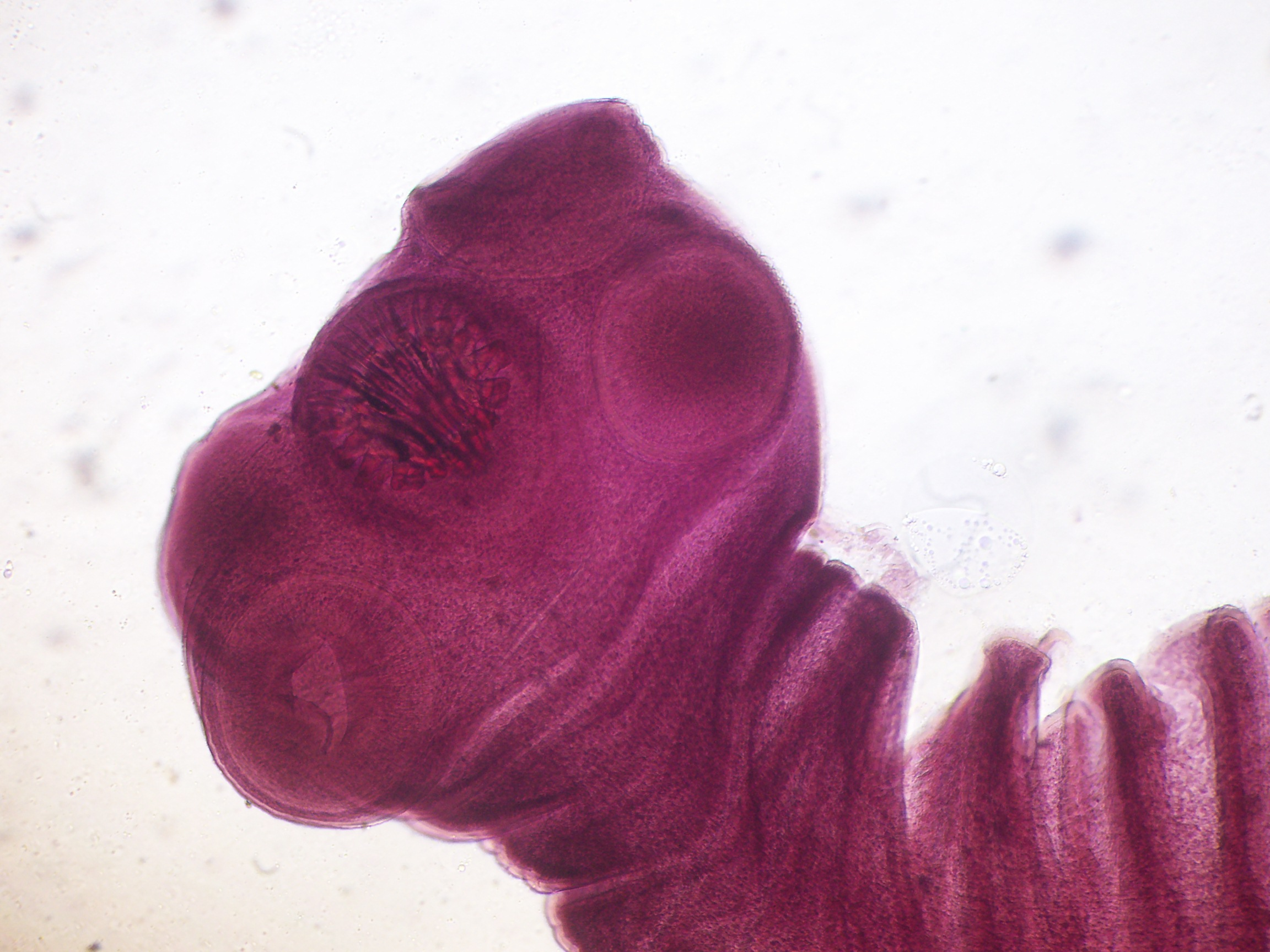
Cabeça de uma Taenia solium - notar as 4 ventosas e entre elas o rostelo cheio de acúleos

A cabeça ou escoléx das tênias é caracterizado por uma pequena expansão de tamanho aproximado de 1 mm na T. solium e 1 a 2 mm de diâmetro na T. saginata. A função desta região anatômica é a fixação do parasito na mucosa intestinal.   Em número total de 4 ventosas em cada escoléx em ambas as espécies, seu formato é diferente em cada uma: a T. solium possui um rostelo situado entre as ventosas e este possui diversos acúleos; a T. saginata não possui rostelo e sua escoléx é quadrada.

### Colo
Esta região é a parte mais fina do cestódeo. É caracterizada pela intensa formação celular, onde crescem as novas proglotes.

### Estróbilo

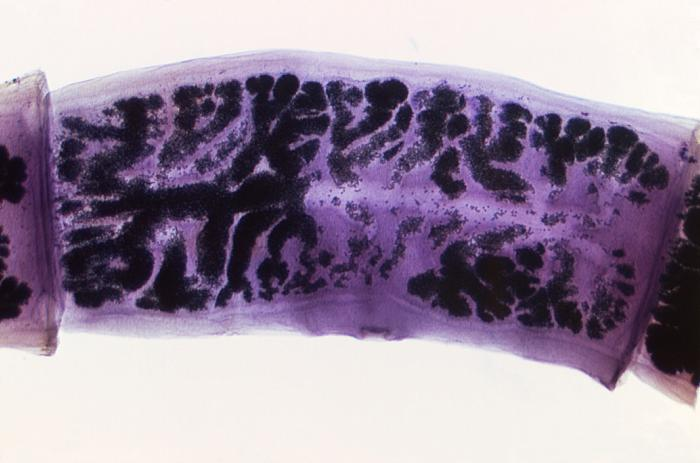
Proglote grávida de Taenia solium corada, observada ao microscópio

Depois do colo, é o restante do corpo do parasito, unindo os anéis jovens, maduros e gravídicos. Cada estróbilo formado é denominado de proglote ou anel. A Taenia solium pode ter de 800 a 1000 anéis com tamanho máximo de 3 m e a T.saginata pode ter mais de 1000 atingido o tamanho de 8 m.
Através de técnicas de coloração, é possível visualizar as proglotes e seus órgãos genitores: o masculino e o feminino, onde o orifício é paralelo. Assim, fica comprovado que as tênias são hermafroditas, seres monóicos e independentes em relação a reprodução. Além desta função, os estróbilos possuem a função de absorção de nutrientes para a tênia. Cada estróbilo funciona como uma unidade independente e são divididas em jovens, maduras e grávidas. As proglotes jovens, são de tamanho curto maior que largo, e possuem o início do desenvolvimento do órgão sexual masculino; as maduras têm os órgão sexuais já desenvolvidos, prontos para reproduzir; as grávidas, estão mais distantes da cabeça do parasito, possuem uma série de ramificações e estão cheias de ovos.

### Ovos

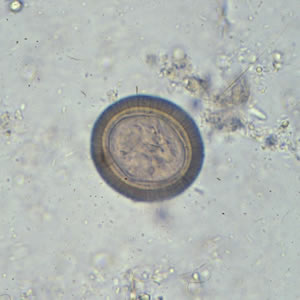
Ovos de Taenia spp

Os ovos de Taenia solium e T. saginata são praticamente iguais e não podem ser diferenciados. Medem 30 micrômetros de diâmetro, e possuem uma casca feita de quitina que protege o embrião, chamado de hexacanto ou oncosfera. O embrião possui três pares de acúleos e é formado por membrana dupla. Estes ovos, são os responsáveis pela origem da cisticercose nos humanos. A casca protetora é sensível à pepsina do estômago.

### Cisticerco

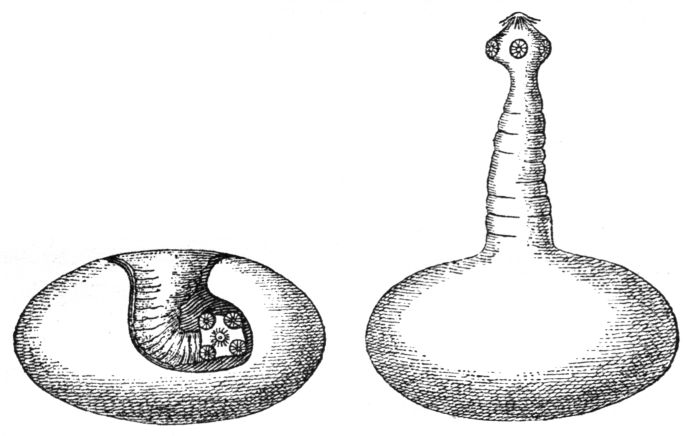
Cysticercus cellulosae de Taenia solium. À esquerda é o normal, presente nos tecidos; à direita, cisticerco desenvaginando

O cisticerco da Taenia solium é constituído de uma pequena bexiga, que deixa a luz passar, com líquido translúcido. Dentro dela, existe uma cabeça de tênia com as quatro ventosas com rostelo e colo já formados. Taenia saginata é semelhante, porém, não contém rostelo.
Dentro do cérebro humano, os cisticercos podem permanecer durante vários anos. Neste período ele vai se transformando, de acordo com os estágios abaixo:
Estágio vesicular
A membrana do cisticerco é bem clara e fina. Pode ficar inativo por um tempo impreciso ou entrar em degeneração devido a resposta imune do seu hospedeiro.
Estágio coloidal
É a fase onde ocorre a passagem de um estado do líquido da vesícula translúcida para turvo.
Estágio granular
Ocorre espessamento de membrana, ocorrendo deposição de cálcio dentro da pequena bexiga.
Estágio granular calcificado
O tamanho do cisticerco é reduzido e este encontra-se totalmente calcificado.

## Comparativo
| Estrutura                      | T. solium                                                                | T. saginata                                              |
| ------------------------------ | ------------------------------------------------------------------------ | -------------------------------------------------------- |
| Escólex                        | *Presença de rostro *Presença de dupla fita de acúleos *Formato globular | *Sem rostro *Sem acúleos* *Formato quadrangular          |
| Proglotes                      | *São mais passivas *Ramificações uterinas em menor número                | *São ativas (movimento) *Ramificações uterinas numerosas |
| Cysticercus                    | C. cellulosae                                                            | C. bovis                                                 |
| Leva a cisticercose em humanos | Apresenta possibilidades                                                 | Sem comprovação científica                               |
| Ovos                           | Iguais                                                                   | Iguais                                                   |